# Phyllanthus brandegeei
Phyllanthus brandegeei är en emblikaväxtart som beskrevs av Charles Frederick Millspaugh. Phyllanthus brandegeei ingår i släktet Phyllanthus och familjen emblikaväxter. Inga underarter finns listade i Catalogue of Life.